# Ministerstvo zdravotnictví Slovenské republiky

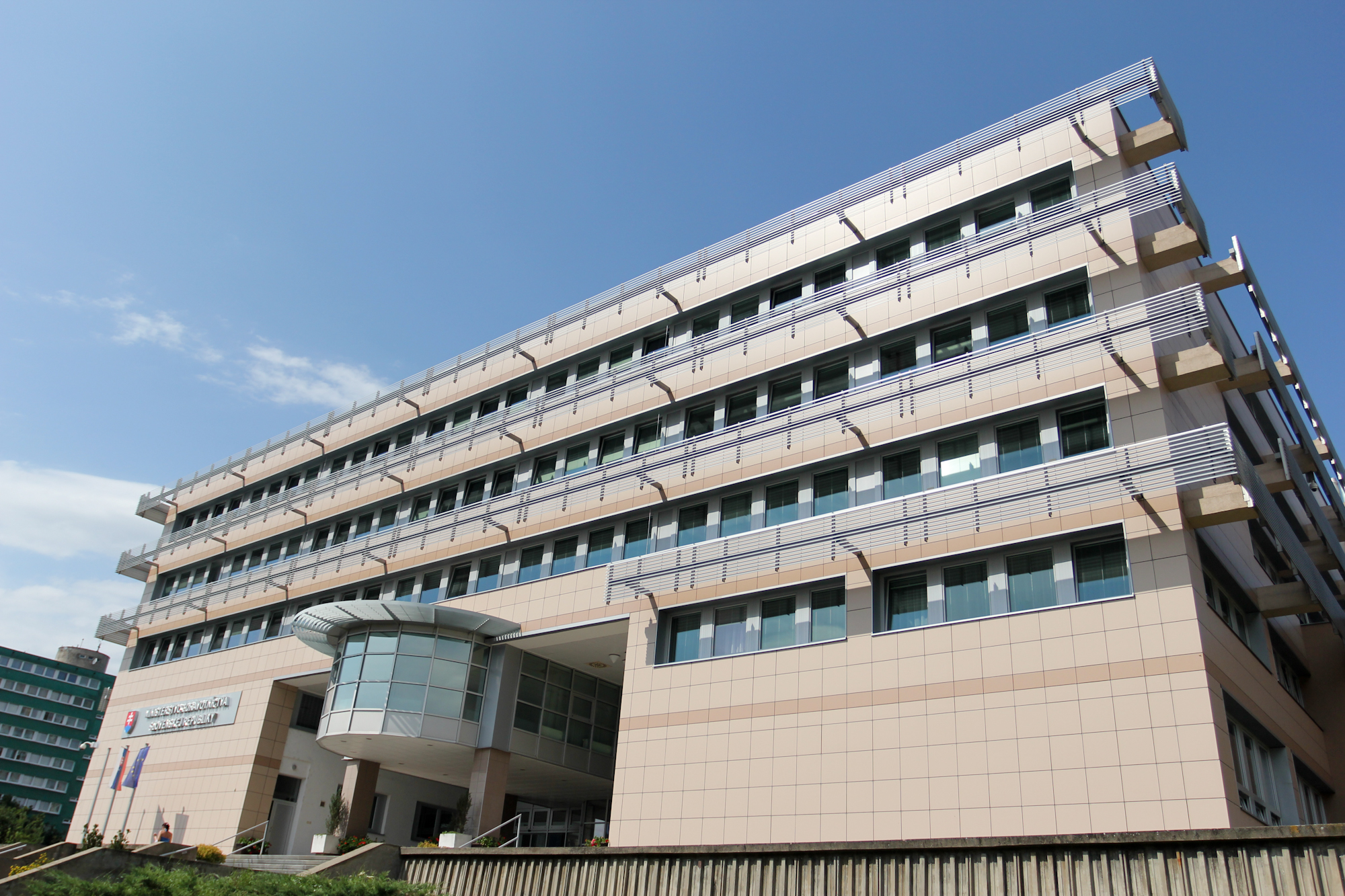
Sídlo ministerstva zdravotnictví SR, Limbová 2.

Ministerstvo zdravotnictví Slovenské republiky je ústředním orgánem státní správy Slovenska pro oblast zdravotnictví.

## Působnost ministerstva
- Zdravotní péče,
- Ochrana zdraví,
- Veřejné zdravotní pojištění,
- Další vzdělávání zdravotnických pracovníků,
- Přírodní léčebné lázně, přírodní léčivé zdroje, přírodní minerální vody,
- Cenová politika v oblasti cen výrobků, služeb a výkonů ve zdravotnictví a v oblasti cen nájmu nebytových prostor ve zdravotnických zařízeních.

## Ministr zdravotnictví
Ministerstvo zdravotnictví řídí a za jeho činnost odpovídá ministr zdravotnictví, kterého jmenuje prezident SR na návrh předsedy vlády.
Současným ministrem zdravotnictví je od 10. října 2024 Kamil Šaško.

## Státní tajemník ministerstva zdravotnictví
Ministra zdravotnictví v době jeho nepřítomnosti zastupuje v rozsahu jeho práv a povinností státní tajemník. Ministr může státního tajemníka pověřit i v jiných případech. Státní tajemník má při zastupování ministra na jednání vlády poradní hlas. Státního tajemníka jmenuje a odvolává vláda na návrh ministra zdravotnictví. V odůvodněných případech může vláda stanovit, že na ministerstvu působí dva státní tajemníci – to je i případ ministerstva zdravotnictví. Ministr určí, ve kterých otázkách a v jakém pořadí ho státní tajemníci zastupují.